# Amblyseiella setosa
Amblyseiella setosa is een mijtensoort uit de familie van de Phytoseiidae. De wetenschappelijke naam van de soort werd voor het eerst geldig gepubliceerd in 1955 door Muma.